# Francis Albert Sinatra & Antonio Carlos Jobim
| Críticas profissionais | Críticas profissionais |
| Avaliações da crítica  | Avaliações da crítica  |
| Fonte                  | Avaliação              |
| ---------------------- | ---------------------- |
| Allmusic               | [ 1 ]                  |

Francis Albert Sinatra & Antonio Carlos Jobim é um álbum de estúdio do cantor norte-americano Frank Sinatra em parceria com o cantor e compositor brasileiro Antônio Carlos Jobim, lançado em 1967. O álbum reúne canções conhecidas da bossa nova, além de três canções do "Great American Songbook" também com o arranjo da Bossa nova. Conta ainda com a participação e condução de Claus Ogerman e sua orquestra.
Seguindo o sucesso comercial deste álbum, uma sequência intitulada Sinatra-Jobim chegou a ser lançada em 1970, porém foi retirada de mercado pouco tempo depois e teve suas canções reincorporadas em Sinatra & Company, de 1971. Em 1979, uma subsequência do projeto foi lançada, intitulada Sinatra-Jobim Sessions. Em 1968, Sinatra e Jobim foram indicados ao Grammy de álbum do ano, porém perderam para o também muito bem-sucedido Sgt. Pepper's Lonely Hearts Club Band dos Beatles.

## Faixas
| N.º | Título                                    | Compositor(es)                                          | Duração |  |
| 1.  | "The Girl from Ipanema"                   | Antônio Carlos Jobim, Norman Gimbel, Vinícius de Moraes | 3:00    |  |
| 2.  | "Dindi"                                   | Ray Gilbert, Jobim, Aloysio de Oliveria                 | 3:25    |  |
| 3.  | "Change Partners"                         | Irving Berlin                                           | 2:40    |  |
| 4.  | "Quiet Nights of Quiet Stars (Corcovado)" | Jobim, Gene Lees                                        | 2:45    |  |
| 5.  | "Meditation"                              | Jobim, N. Gimbel, Newton Mendonça                       | 2:51    |  |
| 6.  | "If You Never Come to Me"                 | Jobim, R. Gilbert, Aloysio de Oliveria                  | 2:10    |  |
| 7.  | "How Insensitive (Insensatez)"            | Jobim, N. Gimbel, Vinícius de Moraes                    | 3:15    |  |
| 8.  | "I Concentrate on You"                    | Cole Porter                                             | 2:32    |  |
| 9.  | "Baubles, Bangles and Beads"              | Robert C. Wright, George Forrest, Alexander Borodin     | 2:32    |  |
| 10. | "Once I Loved (O Amor em Paz)"            | Jobim, Gilbert de Moraes                                | 2:37    |  |

## Desempenho nas paradas
| Paradas (1967)                   | Melhor posição |
| -------------------------------- | -------------- |
| Estados Unidos (Billboard 200)   | 19             |
| Estados Unidos (Top Jazz Albums) | 4              |

## Créditos
- Frank Sinatra – vocal
- Antonio Carlos Jobim – piano, guitarra, backing vocals
- Claus Ogerman – Maestro, Arranjo
- Dom Um Romão – bateria